# Fred Cavayé
Fred Cavayé er en fransk filminstruktør og manuskriptforfatter. Han er født 
14. december 1967 (57 år)i Rennes.

## Filmografi

### Instruktør

#### Kortfilm
| År   | Film        |
| ---- | ----------- |
| 1999 | J           |
| 2001 | Chedope     |
| 2003 | À l'arraché |

#### Spillefilm
| År   | Film           |
| ---- | -------------- |
| 2008 | Pour elle      |
| 2010 | À bout portant |

#### Manuskriptforfatter
| År   | Film                                      |
| ---- | ----------------------------------------- |
| 2008 | La Guerre des miss de Patrice Leconte     |
| 2010 | The Next Three Days (remake af Pour elle) |